# Liste von Seen in Deutschland/F
| Name                  | Stadt/Gemeinde/Landkreis | Land                   | Fläche in km²     |
| --------------------- | ------------------------ | ---------------------- | ----------------- |
| Fährgrundsee          | Rheinmünster             | Baden-Württemberg      |                   |
| Fängersee             | Strausberg               | Brandenburg            |                   |
| Fährsee               | Templin                  | Brandenburg            | 2,04              |
| Fahrlander See        | Fahrland                 | Brandenburg            | 2,105             |
| Falkenhagener See     | Falkensee                | Brandenburg            | 0,44              |
| Falkensteinsee        | Falkenburg, Ganderkesee  | Niedersachsen          |                   |
| Fasanerie See         | München                  | Bayern                 | 0,14              |
| Fauler See            | Berlin-Tiergarten        | Berlin                 |                   |
| Fauler See            | Berlin-Weißensee         | Berlin                 | 0,05              |
| Fauler See            | Berlin-Wilhelmstadt      | Berlin                 |                   |
| Fauler See            | Frankfurt (Oder)         | Brandenburg            |                   |
| Fauler See            | Schwerin                 | Mecklenburg-Vorpommern | 0,5               |
| Faules Luch           | Am Mellensee             | Brandenburg            |                   |
| Federbachstausee      | Göggingen                | Baden-Württemberg      |                   |
| Federsee              | Bad Buchau               | Baden-Württemberg      | 1,39              |
| Feisnecksee           | Waren                    | Mecklenburg-Vorpommern | 1,94              |
| Feldberger Haussee    | bei Feldberg             | Mecklenburg-Vorpommern | 1,31              |
| Feldmochinger See     | München                  | Bayern                 | 0,17              |
| Feldsee               | bei Freiburg             | Baden-Württemberg      | 0,098             |
| Felschensee           | Roggentin                | Mecklenburg-Vorpommern |                   |
| Fennsee               | Berlin                   | Berlin                 | 0,02              |
| Fennsee               | Rathenow                 | Brandenburg            |                   |
| Ferchensee (Bayern)   | Mittenwald               | Bayern                 |                   |
| Feringasee            | Unterföhring             | Bayern                 | 0,34              |
| Ferkensbruch          | Nettetal                 | Nordrhein-Westfalen    | 0,045             |
| Fichtelsee            | Fichtelberg              | Bayern                 | 0,105             |
| Filzteich             | Schneeberg               | Sachsen                | 0,23              |
| Finckener See         | Fincken                  | Mecklenburg-Vorpommern | 0,172             |
| Fischteich            | Dorf Mecklenburg         | Mecklenburg-Vorpommern | 0,27              |
| Flaarsee              | Rhede (Ems)              | Niedersachsen          |                   |
| Flacher See           | Klocksin                 | Mecklenburg-Vorpommern | 1,30              |
| Flacher Trebbower See | Neustrelitz              | Mecklenburg-Vorpommern |                   |
| Flacher Ziest         | Lalendorf                | Mecklenburg-Vorpommern | 0,77              |
| Flakensee             | Erkner                   | Brandenburg            | 0,67              |
| Fleesensee            | Malchow                  | Mecklenburg-Vorpommern | 10,78             |
| Fliederhorst          | Teterow                  | Mecklenburg-Vorpommern |                   |
| Fliednersee           | Düsseldorf               | Nordrhein-Westfalen    |                   |
| Flögelner See         | Flögeln                  | Niedersachsen          | 1,55              |
| Flughafensee          | Berlin                   | Berlin                 | 0,306             |
| Forggensee            | Füssen                   | Bayern                 | 16                |
| Förstersee            | Heidesee (OT Gräbendorf) | Brandenburg            |                   |
| Franziskussee         | Brühl                    | Nordrhein-Westfalen    |                   |
| Franzsee              | Amedorf                  | Niedersachsen          | 0,006             |
| Frauensee             | Heidesee (OT Gräbendorf) | Brandenburg            | Baden-Württemberg |
| Freilinger See        | Blankenheim              | Nordrhein-Westfalen    | 0,09              |
| Fresdorfer See        | Michendorf               | Brandenburg            | 0,07              |
| Freudenberger Badesee | Freudenberg (Baden)      | Baden-Württemberg      |                   |
| Freudensee            | Hauzenberg               | Bayern                 | 0,07              |
| Frickenhäuser See     | Mellrichstadt            | Bayern                 | 0,011             |
| Fridolfinger See      | Fridolfing               | Bayern                 | 0,03              |
| Frillensee            | Inzell                   | Bayern                 | 0,043             |
| Fuelbecketalsperre    | Altena                   | Nordrhein-Westfalen    |                   |
| Fühlinger See         | Köln                     | Nordrhein-Westfalen    | 1                 |
| Fürwiggetalsperre     | Meinerzhagen             | Nordrhein-Westfalen    | 0,18              |
| Füssenicher See       | Zülpich                  | Nordrhein-Westfalen    | 0,65              |
| Funtensee             | Berchtesgaden            | Bayern                 | 0,035             |